# Cucullia mexicana
Cucullia mexicana là một loài bướm đêm trong họ Noctuidae.